# Pseudopachystylum debilis
Pseudopachystylum debilis är en tvåvingeart som först beskrevs av Townsend 1919.  Pseudopachystylum debilis ingår i släktet Pseudopachystylum och familjen parasitflugor. Inga underarter finns listade i Catalogue of Life.